# Phylloscelis rubra
Phylloscelis rubra är en insektsart som beskrevs av Ball 1930. Phylloscelis rubra ingår i släktet Phylloscelis och familjen Dictyopharidae. Inga underarter finns listade i Catalogue of Life.